# Opere di Francesco Botticini
Quello che segue è un elenco cronologico delle opere di Francesco Botticini, pittore italiano del primo Rinascimento.

## Opere
| Immagine | Titolo | Data | Dimensioni           | Tecnica e supporto                    | Luogo, città e Paese di conservazione | Provenienza/Acquisizioni/Curiosità | N.            |
| -------- | --- | --- | -------------------- | ------------------------------------- | --- | --- | ------------- |
|          | Risurrezione | c. 1465–1470 | 28.6×33.7 cm         | tempera su tavola                     | Frick Collection, New York, Stati Uniti d'America | Forse nelle mani di Vincenzo Funghini ad Arezzo e poi forse in quelle di Charles Fairfax Murray nel 1880; successiva nella Collezione Costantini a Firenze, poi in quella del dott. Werner Weisbach a Berlino e infine, tramite Joseph Duveen, nella Frick Collection dal 1939 | [ 1 ]         |
|          | Tobia e i tre arcangeli | c. 1467 | 135×154 cm           | tempera su tavola                     | Galleria degli Uffizi, Firenze, Italia | Proviene dalla Cappella Capponi della Basilica di Santo Spirito ed è oggi stabilmente agli Uffizi dal 1945 (ma già al 1919 è datata la prima entrata) | [ 2 ]         |
|          | Madonna col Bambino, Tobia e l'arcangelo Raffaele                                                                                    | c. 1470 | 96.7×59 cm           | tempera su tavola                     | Cleveland Museum of Art, Cleveland, Stati Uniti d'America | Già nelle mani di James Jackson Jarves fino al 1884, passò nella collezione del Sig.re e della Sig.ra Liberty E. Holden di Cleveland. Oggi fa parte della Collezione Holden al Cleveland Museum of Art dal 1916 | [ 3 ]         |
|          | Trittico della Madonna col Bambino e santi                                                                                           | c. 1470 | 82×82 cm             | tempera e oro su tavola               | Musée du Petit Palais, Avignone, Francia | Proviene dalla Collezione di Giampietro Campana di Roma, divenuta proprietà dello Stato Francese e in deposito dal 1863. Oggi è in deposito ad Avignone dal 1976 | [ 4 ]         |
|          | Madonna in adorazione del Bambino | c. 1470 | 71.1×46 cm           | tempera su tavola                     | Birmingham Museum of Art, Birmingham in Alabama, Stati Uniti d'America | Già proprietà di Octavius E. Coope a Brentwood nell'Essex, poi di sir Anselm W. E. Guise a Gloucester; venduta da Christie's a Londra nel 1921 (lotto 50), passando a Frank Sabin, poi al Principe Corsini a Firenze, poi ad Alessandro Contini Bonacossi, poi alla Fondazione S. H. Kress a New York nel 1950 (come un Botticelli). Già in deposito al Birmingham MoA dal 1952, gli venne donata nel 1961 | [ 5 ]         |
|          | Santa Cecilia tra san Valeriano e san Tiburzio con un donatore                                                                       | c. 1470 | 52×44.5 cm           | tempera su tavola                     | Museo Thyssen-Bornemisza, Madrid, Spagna | Già parte della Collezione Dreyfus di Parigi, l'opera entrò nelle collezioni Thyssen-Bornemisza nel 1931 e in quell'anno fu attribuita per la prima volta al Botticini da Tancred Borenius | [ 6 ]         |
|          | Madonna con il Bambino, quattro angeli e due cherubini                                                                               | c. 1470–1475 | 65.4×49.5 cm         | tempera su tavola                     | Norton Simon Museum, Pasadena, Stati Uniti d'America | Già variamente attribuita ad un anonimo pittore del XV secolo di scuola umbra o fiorentina, fu Bernard Berenson che l'attribuì al Botticini nel 1907 e oggi la maggior parte degli esperti è concorde. Ha subito gravi perdite e usure ed è oggi parte del Norton Simon Museum dal 1965 | [ 7 ]         |
|          | Madonna col Bambino in trono tra i santi Giacomo Maggiore e Giovanni Evangelista                                                     | c. 1470–1475 | 139.5×143 cm         | dipinto su tavola                     | Collezione Alana, Newark nel Delaware, Stati Uniti d'America | Proprietà di Stefano Bardini, nel 1899 la vendette tramite Christie's a Londra e finì nella Collezione P. Harris almeno fino al 1955, venendo poi segnalata nella Collezione Moretti a Firenze (2009) e nella Collezione Alana a Newark nel Delaware (2014) | [ 8 ]         |
|          | Adorazione del Bambino | c. 1470–1480 | 102×61 cm            | olio su tavola                        | Galleria Estense, Modena, Italia | In passato era attribuita a Sandro Botticelli. Acquistata da privato nel 1803 a Firenze, rimase nel Castello del Catajo a Battaglia Terme fino al 1816, poi da quell'anno al Palazzo Ducale di Modena e ancora al Palazzo dei Musei dal 1894, dove si trova tutt'oggi (inventariata in R.C.G.E. nel 1924) | [ 9 ]         |
|          | San Giovanni Battista | c. 1470–1497 | 105×53 cm            | olio su tavola                        | Rijksmuseum, Amsterdam, Paesi Bassi | Opera attribuita. Si presenta in cattive condizioni di conservazione | [ 10 ]        |
|          | Vergine in trono con quattro santi                                                                                                   | c. 1471 |                      |                                       | Museo Jacquemart-André, Parigi, Francia | | [ 6 ]         |
|          | Crocifissione | c. 1471 | 28.5×35 cm           | tempera su tavola                     | National Gallery, Londra, Regno Unito | Parte di una predella, fu a lungo ritenuta opera di Andrea del Castagno, ma recentemente è stata attribuita al Botticini. Venne acquistata dalla National Gallery nel 1883 | [ 11 ]        |
|          | Santa Monica in trono con le suore agostiniane                                                                                       | c. 1471 |                      | dipinto su tavola                     | Basilica di Santo Spirito, Firenze, Italia | L'attribuzione della tavola a Francesco Botticini venne avanzata per la prima volta da Crowe e Cavalcaselle nel 1896 ed è stato quasi concordemente accettato anche dalla critica successiva | [ 6 ] [ 12 ]  |
|          | Sant'Agostino | c. 1471 | 171.5×51 cm          | tempera e oro su tavola               | Galleria dell'Accademia, Firenze, Italia | Forma un pendant con la Santa Monica. L'attribuzione al Botticini fu avanzata prima da Crowe e Cavalcaselle nel 1896, poi da August Schmarsow nel 1897 ed accettata da Berenson e Padoa Rizzo e dubitativamente da Bellosi e Boskovits; opposta invece da Longhi e Busignani | [ 13 ]        |
|          | Santa MonicaVergine plorante (secondo Lisa Venturini)                                                                                | c. 1471 | 171.5×51 cm          | tempera e oro su tavola               | Galleria dell'Accademia, Firenze, Italia | Forma un pendant col Sant'Agostino. L'attribuzione al Botticini fu avanzata prima da Crowe e Cavalcaselle nel 1896, poi da August Schmarsow nel 1897 ed accettata da Berenson e Padoa Rizzo e dubitativamente da Bellosi e Boskovits; opposta invece da Longhi e Busignani | [ 14 ]        |
|          | Madonna col Bambino e san Giovannino                                                                                                 | c. 1471–1474 | 72.2×53.9 cm         | tempera su tavola                     | Isabella Stewart-Gardner Museum, Boston, Stati Uniti d'America | Il dipinto venne acquistato da Isabella Stewart Gardner il 22 luglio 1901 per 1600 £, acquistandolo tramite Bernard Berenson dai mercanti d'arte Lawrie & Co. a Londra | [ 15 ]        |
|          | Arcangelo Raffaele con Tobiolo e un donatore                                                                                         | c. 1471–1480 | 157×89 cm            | olio su tavola                        | Cattedrale di Santa Maria del Fiore, Firenze, Italia | Considerata una replica della tavola di Tobia e i tre arcangeli, tra gli studiosi che se ne sono occupati solo Ernst Kühnel lo mette in dubbio e avanza l'ipotesi che l'opera possa costituire una versione più antica della suddetta tavola | [ 16 ]        |
|          | Madonna col Bambino (o Madonna adorante il Bambino)                                                                                  | c. 1475 | 88×57 cm             | tempera su tavola                     | Galleria Giorgio Franchetti alla Ca' d'Oro, Venezia, Italia | Questa piccola pala d'altare venne probabilmente dipinta per il culto privato | [ 17 ]        |
|          | Cristo sulla croce e quattro santi                                                                                                   | c. 1475 | 65.4×49.5 cm         | olio su tavola                        | Opera perduta. Già a Berlino al Kaiser-Friedrich-Museum (oggi Bode-Museum), venne presumibilmente distrutta nel 1945. Era notevole per la sua rappresentazione anacronistica di figure bibliche e religiose che indossavano abiti contemporanei, nell'abile interpretazione della moda fiorentina del XV secolo. Recava iscritto in basso al centro: qvessta tavola se fatta fare plorentto dvglino de rossi la qvale a fatta fare beltrame di stoldo de rossi | Opera perduta. Già a Berlino al Kaiser-Friedrich-Museum (oggi Bode-Museum), venne presumibilmente distrutta nel 1945. Era notevole per la sua rappresentazione anacronistica di figure bibliche e religiose che indossavano abiti contemporanei, nell'abile interpretazione della moda fiorentina del XV secolo. Recava iscritto in basso al centro: qvessta tavola se fatta fare plorentto dvglino de rossi la qvale a fatta fare beltrame di stoldo de rossi                                                    | [ 18 ]        |
|          | Salita al Calvario | c. 1475 | 14×38.4 cm           | tempera su tavola                     | Yale University Art Gallery, New Haven, Stati Uniti d'America | L'opera venne realizzata a Firenze come parte di una predella. Già nella collezione di Maitland F. Griggs a New York, finì alla Yale University Art Gallery nel 1896 come lascito della stessa Griggs | [ 19 ]        |
|          | Madonna col Bambino | c. 1475 | 81×66.7 cm           | tempera su tavola                     | Memphis Brooks Museum of Art, Memphis, Stati Uniti d'America | Opera attribuita. Proprietà di W. Graham, fu venduta da Christie's nel 1886 (come di Masaccio), passando a W. Lockett Agnew, poi a J. F. Cheetham e, rivenduta da Christie's nel 1923 (sempre come Masaccio), a F. T. Sabine almeno fino al 1932 (come di Filippo Lippi), a Alessandro Contini Bonacossi nel 1950 (come Francesco Botticini), alla Fondazione Kress nel 1961 e donata al museo di Memphis | [ 20 ]        |
|          | Madonna col Bambino tra i santi Lorenzo, Bartolomeo, Giovanni Battista e Antonio Abbate                                              | c. 1475 |                      | dipinto su tavola                     | Pieve di Santo Stefano, Campi Bisenzio, Italia | |               |
|          | Assunzione della Vergine | c. 1475–1476 (possibilmente)                                                                                                 | 228.6×377.2 cm       | tempera su tavola                     | National Gallery, Londra, Regno Unito | Commissionata da Matteo Palmieri per la scomparsa Chiesa di San Pier Maggiore a Firenze, venne acquistata dalla National Gallery nel 1882 | [ 21 ]        |
|          | Madonna col Bambino e un breviario                                                                                                   | post 1475 | 107.3 cm di diametro | tempera su tavola, trasferita su tela | Cincinnati Art Museum, Cincinnati, Stati Uniti d'America | |               |
|          | Madonna col Bambino | c. 1475–1480 | 67.2×46 cm           | tempera su tavola                     | Cleveland Museum of Art, Cleveland, Stati Uniti d'America | Già nelle mani di James Jackson Jarves fino al 1884, passò nella collezione del Sig.re e della Sig.ra Liberty E. Holden di Cleveland. Oggi fa parte della Collezione Holden al Cleveland Museum of Art dal 1916 | [ 22 ]        |
|          | Tobiolo e l'arcangelo Raffaele | c. 1475–1480 | 51.8×38.6 cm         | tempera e oro su tavola               | Accademia Carrara, Bergamo, Italia | Fece parte della collezione di Giovanni Morelli dal 1861 e donata, con tutta la collezione, all'Accademia Carrara per lascito testamentario nel 1892 | [ 23 ]        |
|          | Tabernacolo di san Sebastiano | c. 1475–1480 |                      | tempera su tavola e marmo             | Pinacoteca Museo della Collegiata di Sant'Andrea, Empoli, Italia | Opera di Francesco Botticini in collaborazione con Antonio Rossellino per le sculture |               |
|          | Madonna in adorazione del Bambino | c. 1475–1480 | 105 cm di diametro   | tempera su tavola                     | Fondazione Credito Bergamasco, Bergamo, Italia | Fece parte prima di una collezione privata a Torino, poi della Collezione Algranti a Milano e infine a Palazzo Creberg di Bergamo, come proprietà della Fondazione Credito Bergamasco | [ 24 ]        |
|          | Vergine in adorazione del Bambino con San Giovannino e due angeli                                                                    | c. 1475–1498 | 83 cm di diametro    | tempera su tavola                     | Museo del Louvre, Parigi, Francia | Acquistato intorno al 1865 a Firenze per i Marchesi Arconati-Visconti come opera del Ghirlandaio. Trasferiti da Milano a Parigi, qui venne donato nel 1914 | [ 25 ] [ 26 ] |
|          | Vergine col Bambino in gloria circondati da cherubini, serafini, quattro angeli, Santa Maria Maddalena e San Bernardo di Chiaravalle | c. 1475–1498 | 188×177 cm           | tempera su tavola                     | Museo del Louvre, Parigi, Francia | Già attribuita a Cosimo Rosselli. Proviene dalla Cappella Cavalcanti della Chiesa del Cestello (poi Chiesa di Santa Maria Maddalena dei Pazzi) a Firenze | [ 27 ] [ 28 ] |
|          | Madonna col Bambino | c. 1475–1498 | 73×46 cm             | tempera su tavola                     | Baltimore Museum of Art, Baltimora, Stati Uniti d'America | Passò prima nella Collezione Palumbo a Firenze, poi nella Collezione E. Fischoff a Parigi, ancora nella Collezione M. Frick Jacobs a Baltimora e infine entrò nel Baltimore Museum of Art | [ 29 ]        |
|          | Tre storie della Vita di Sant'Andrea                                                                                                 | c. 1480 |                      | tempera e oro su tavola               | Galleria dell'Accademia, Firenze, Italia | Vede rappresentato Sant'Andrea in adorazione della croce, Sant'Andrea condotto al martirio e la Sepoltura di Sant'Andrea. L'opera, secondo Procacci, proviene dal Convento del Carmine e compare con l'attribuzione al Botticini nelle liste di van Marle e di Berenson | [ 30 ]        |
|          | Pala di San Donnino | c. 1480 |                      | dipinto su tavola                     | Chiesa di Sant'Andrea, San Donnino di Campi Bisenzio, Italia | Fu gravemente danneggiata nell'alluvione di Firenze del 4 novembre 1966 ed è stata l'emblema della mostra La Bellezza Salvata a Palazzo Medici Riccardi nel 50º anniversario dell'evento (2016) | [ 31 ]        |
|          | Madonna col Bambino tra i santi Francesco d'Assisi, Sebastiano, Lorenzo, Bartolomeo, Giuliano e Caterina d'Alessandria               | c. 1480 |                      | dipinto su tavola                     | Museo Bandini, Fiesole, Italia | |               |
|          | Madonna in adorazione del Bambino | c. 1480 | 66.99×44.45 cm       | tempera e olio su tavola              | Milwaukee Art Museum, Milwaukee, Stati Uniti d'America | Venne creata come immagine devozionale per il culto privato. Già nella collezione di Catherine Jean Quirk, finì al MAM nel 1989 come lascito della stessa Quirk | [ 32 ]        |
|          | Risurrezione | c. 1480–1490 | 14×38.1 cm           | tempera su tavola                     | Yale University Art Gallery, New Haven, Stati Uniti d'America | L'opera venne realizzata a Firenze come parte di una predella. Già nella collezione di Maitland F. Griggs a New York, finì alla Yale University Art Gallery nel 1896 come lascito della stessa Griggs | [ 33 ]        |
|          | Noli me tangere | c. 1480–1490 | 14×38.42 cm          | tempera su tavola                     | Yale University Art Gallery, New Haven, Stati Uniti d'America | L'opera venne realizzata a Firenze come parte di una predella. Già nella collezione di Maitland F. Griggs a New York, finì alla Yale University Art Gallery nel 1896 come lascito della stessa Griggs | [ 34 ]        |
|          | Agonia nel giardino | c. 1480–1490 | 14×38.7 cm           | tempera su tavola                     | Yale University Art Gallery, New Haven, Stati Uniti d'America | L'opera venne realizzata a Firenze come parte di una predella. Già nella collezione di Maitland F. Griggs a New York, finì alla Yale University Art Gallery nel 1896 come lascito della stessa Griggs | [ 35 ]        |
|          | Pietà tra i santi Giovanni Evangelista, Maria Maddalena e Francesco d'Assisi                                                         | c. 1480–1490 |                      | dipinto su tavola                     | Convento e Chiesa di Santa Maria a Ripa, Empoli, Italia | La tavola è situata all'interno della Cappella della Visitazione del Convento e Chiesa di Santa Maria a Ripa, ma è stata molto danneggiata e oggi risulta con varie lacune pittoriche |               |
|          | Tabernacolo del Sacramento | c. 1484–1491 |                      | tempera su tavola                     | Pinacoteca Museo della Collegiata di Sant'Andrea, Empoli, Italia | |               |
|          | Pietà con i santi Ludovico di Tolosa, Domenico, Giacomo Maggiore e Nicola di Bari                                                    | c. 1485–1488 | 196×156 cm           | dipinto su tavola                     | Museo Jacquemart-André, Parigi, Francia | Proviene da una chiesa di Firenze, dove fu acquistato nel 1887 durante un viaggio da Nélie Jacquemart ed Edouard André. Forse danneggiato in un'alluvione nel XV secolo, già nel 1936 mostrava inferiormente un sollevamento dello strato pittorico. Già restaurato nel 1960, 1981, 1983 e 1996, recentemente s'è concluso un importante intervento, attuato anche grazie alla donazione della Fondazione BNP Paribas (60000 €)                                                                                   | [ 36 ] [ 37 ] |
|          | Madonna col Bambino e san Giovannino in un paesaggio                                                                                 | c. 1487 | 94.3×54.5 cm         | tempera su tavola                     | Museo Soumaya, Città del Messico, Messico | Già proprietà del Conte Bracci a Firenze, poi di Charles Sedelmeyer a Parigi (1902), poi di Henri Heugel (come opera di Filippino Lippi), poi di una collezione privata in Spagna, che il 9 luglio 2014, lotto 23, la vendette a Londra da Sotheby's per 386.500 £ | [ 38 ]        |
|          | Pala di San Girolamo | c. 1490 | 235×258 cm           | tempera su tavola                     | National Gallery, Londra, Regno Unito | Commissionata da Girolamo di Piero di Cardinale Rucellai per la Chiesa di San Girolamo a Fiesole, venne acquistata dalla National Gallery nel 1855 | [ 39 ]        |
|          | Madonna in adorazione del Bambino con san Giovanni Battista bambino e angeli                                                         | c. 1490 | 123 cm di diametro   | olio su tavola                        | Galleria Palatina di Palazzo Pitti, Firenze, Italia | Nell'inventario del cardinal Leopoldo de' Medici il tondo è detto del Botticelli e aveva ancora la cornice originale, mentre i cataloghi dell'XIX secolo l'attribuiscono a Filippo Lippi. Il tondo viene riconosciuto al Botticini da Bernard Berenson, seguito da tutta la critica | [ 40 ]        |
|          | Madonna col Bambino in trono tra san Girolamo, san Francesco d'Assisi, sant'Antonio di Padova e san Ludovico di Tolosa               | c. 1490–1498 | 157×133 cm           | tempera su tavola                     | Museo Civico di Palazzo Pretorio, Prato, Italia | |               |
|          | Incoronazione di Maria Vergine tra Sant'Agostino, San Bernardo, San Gerolamo, San Giuliano, due angeli musicanti e la committente    | c. 1490–1498 | 190×187 cm           | tempera su tavola                     | Galleria Sabauda, Torino, Italia | Proveniente dalla collezione di Achille Sandrini a Firenze, il dipinto fu acquistato dal barone Garriod nel 1839 e entrò nella Galleria Sabauda come opera del Ghirlandaio. La pala è stata ripetutamente attribuita da Wilhelm von Bode al Maestro della pala de' Rossi, mentre Bernard Berenson (più volte) e Ernst Kühnel l'hanno attribuita al Botticini, opinione seguita poi generalmente dalla critica | [ 41 ]        |
|          | San Bernardo abbraccia Cristo crocifisso                                                                                             | c. 1490–1498 |                      | affresco (staccato)                   | Chiesa di Santa Maria Maddalena dei Pazzi, Firenze, Italia | Attribuito. Secondo Anna Padoa Rizzo l'autore dell'affresco è il Botticini dell'ultimo decennio del XV secolo, per confronti stilistici, scartando la precedente attribuzione ad un artista della maniera del Perugino dei primi anni del XVI secolo. Dell'opera si conserva anche la sinopia | [ 42 ]        |
|          | Crocifissione | c. 1496–1500 |                      | tempera su tavola                     | Museo Civico di Palazzo Neri-Orselli, Montepulciano, Italia | Proveniente dalla collezione privata del primicerio Francesco Crociani, è stata ritenuta da Bernard Berenson una copia da Filippino Lippi, ma successivamente è stata considerata opera della sua bottega e, recentemente, accostata per le analogie stilistiche alla produzione tarda del Botticini | [ 43 ]        |
|          | Deposizione di Cristo con la Madonna, san Giuseppe d'Arimatea, santa Maria Maddalena, san Bernardo e san Sebastiano                  | XV secolo | 152×170 cm           | tempera su tavola                     | Badia Fiesolana, Fiesole, Italia | Proveniente dal Complesso di Sant'Apollonia, si trova citata nelle guide ottocentesche come un'opera alla "maniera di Andrea del Castagno". Bernard Berenson l'attribuì per primo al Botticini e la sua opinione è stata accettata e confermata, in base a confronti stilistici, da Ernst Kühnel e da E. Schoeffer | [ 44 ]        |
|          | Adorazione dei Magi | XV secolo |                      | dipinto su tavola                     | Museo della Chiesa di Santa Maria Assunta, Staggia Senese, Italia | Proveniente dall'altare del transetto sinistro della Chiesa di Santa Maria Assunta a Staggia Senese, venne forse donata da un pievano della famiglia Grazzini nel 1498, ma arrivata ai giorni odierni in pessimo stato di conservazione | [ 45 ]        |
|          | Madonna in adorazione del Bambino | XV secolo | 90 cm di diametro    | tempera su tavola                     | Palazzo dell'Ente Cassa di Risparmio, Firenze, Italia | Fa parte della raccolta di opere d'arte della Fondazione Cassa di Risparmio di Firenze | [ 46 ]        |
|          | San Nicola in trono con le sante Caterina, Lucia, Margherita e Apollonia                                                             | XV secolo | 115×122.5 cm         | tempera su tavola                     | Museo Nazionale d'Arte Occidentale, Tokyo, Giappone | Venne venduta in varie aste Christie's (attribuita a Cosimo Rosselli) e Sotheby's dal 1911 al 1991, quando venne acquistata da un collezionista privato giapponese e nel 2006 venne infine acquistata dal NMWA | [ 47 ]        |
|          | San Nicola in trono con i santi Uberto, Domenico, Geronimo e Antonio di Padova                                                       | XV secolo | 122.5×114 cm         | tempera su tavola                     | Collezione privata? | Fu attribuito per la prima volta a Botticini da Lord Clark nel 1948 e venne venduto il 4 dicembre 2019, lotto 6, all'asta Sotheby's di Londra per 193.750 £ | [ 48 ]        |
|          | Madonna in trono col Bambino | XV secolo | 149×170.5 cm         | tempera su tavola                     | National Galleries of Scotland, Edimburgo, Scozia (Regno Unito) | Fa parte di una collezione privata, ma è in deposito a lungo termine alle National Galleries of Scotland dal 1988 | [ 49 ]        |
|          | Madonna in adorazione del Bambino | XV secolo | 71.5×41.5 cm         | tempera e oro su tavola               | Fitzwilliam Museum, Cambridge, Regno Unito | Fece parte delle collezioni di William Ward, I conte di Dudley (1817–1885), che l'acquistò nel 1854 come opera del Ghirlandaio; successivamente venne venduta all'asta da Christie's il 7 aprile 1876 e poi lasciata in eredità al Fitzwilliam Museum nel 1912 | [ 50 ]        |
|          | Madonna col Bambino e due angeli | XV secolo | 78.2×55.5 cm         | tempera su tavola                     | Art Institute of Chicago, Chicago, Stati Uniti d'America | Proprietà di Alexander Barker a Londra, venne venduta da Christie's nel 1874 (come di Antonio del Pollaiolo) a G. P. Boyce per 84 £ (fino al 1897) e ri-venduta da Christie's (sempre come Pollaiolo) ad Agnew per 446 £, poi passata a Charles Sedelmeyer, poi al console Eduard F. Weber, poi venduta a Berlino nel 1912 (come di scuola fiorentina) per 40.000 marchi, passando alla Arthur Tooth & Sons nel 1916, a Kleinberger ed a Martin A. Ryerson, la cui vedova lo lasciò in eredità all'ArtIC nel 1937 | [ 51 ]        |
|          | Madonna in trono col Bambino tra santi e angeli                                                                                      | XV secolo | 280.7×175.3 cm       | tempera su tavola                     | Metropolitan Museum of Art, New York, Stati Uniti d'America | Fino al 1790 fu nella Compagnia della Vergine di Fucecchio, poi nella locale Collegiata del Battista fino al 1857 e venduta al Cav. Giuseppe Toscanelli di Pisa, che nel 1883 la vendette a Firenze come opera del Ghirlandaio, passando in varie mani fino a George R. Hann, che la donò al Met nel 1961 in memoria della madre | [ 52 ]        |
|          | San Sebastiano | XV secoloGià datato al 1465, sembra però dipendere per affinità al famoso San Sebastiano di Sandro Botticelli (c. 1473-1474) | 136.5×58.4 cm        | tempera e olio su tavola              | Metropolitan Museum of Art, New York, Stati Uniti d'America | Passato in collezioni di Firenze e di Milano, venne venduto nel 1947 per 75.000 $ a New York e rivenduto nel 1948 al Met come un'opera di Andrea del Castagno. Ha subito notevoli danni, come perdite e massicce abrasioni. | [ 53 ]        |
|          | Madonna col Bambino e san Giovannino                                                                                                 | XV secolo | 84.5 cm di diametro  | olio e oro su tavola                  | Museo Soumaya, Città del Messico, Messico | Di proprietà del Sig.re e della Sig.ra Malcolm Graeme Haughton a Beverly (Massachusetts), fino al 1925; poi di proprietà di H. P. McKean e Quincy A. Shaw McKean a Boston e per discendenza a Jennie McKean Moore, che verso il 1968 la donò alla Diocesi Episcopale di Indianapolis. Quest'ultima la vendette il 4 giugno 2014, lotto 19, all'asta Christie's di New York per 425.000 $ | [ 54 ]        |
|          | Madonna col Bambino e san Giovannino in un paesaggio                                                                                 | XV secolo | 71 cm di diametro    | olio su tavola                        | Collezione privata? | Fu nella collezione Ashburnham a partire da George, III conte di Ashburnham, fino alla sua vendita il 24 giugno 1953 tramite Sotheby's (lotto 17), per 1.600 £ alla Arthur Tooth & Sons, dalla quale l'acquistò un collezionista privato inglese e il cui figlio la vendette il 3 luglio 2013 a Londra da Sotheby's (lotto 18) per un record di 494.500 £ | [ 55 ]        |
|          | Madonna e due angeli in adorazione del Bambino                                                                                       | XV secolo | 116.5×72.2 cm        | olio su tavola                        | Collezione privata? | L'opera venne venduta il 30 gennaio 2014, lotto 15, all'asta Sotheby's di New York per 365.000 $ | [ 56 ]        |
|          | Santi Anna e Gioacchino | XV secolo | 21.6×13.5 cm         | tempera e oro su tavola               | Collezione privata? | L'opera era già di proprietà di William H. Herriman (1829–1918) a Roma e venne da costui lasciata in eredità nel 1921 al Brooklyn Museum (inv. n. 21.466). Questi decise di venderla per sostenere le collezioni del museo e l'opera fu battuta all'asta da Christie's il 15 ottobre 2020, lotto 1, per 35.000 $; si tratta di un frammento, anche privo di cornice, di un'opera perduta | [ 57 ]        |
|          | Madonna in adorazione del Bambino | XV secolo | 73×44.8 cm           | tempera su tavola                     | Collezione privata? | L'opera venne venduta come di Francesco Botticini il 30 maggio 2012, lotto 22, all'asta Christie's di Milano per 41120 € | [ 58 ]        |
|          | Madonna col Bambino in trono in una nicchia                                                                                          | XV secolo | 70.5×45.1 cm         | tempera e oro su tavola               | Collezione privata? | Già col dott. Benedict nel 1926, da quell'anno fino al 1946 venne venduta più volte sempre come opera di Filippino Lippi, fino a giungere in una collezione privata nella Nuova Inghilterra; questa, la vendette il 26 gennaio 2011, lotto 12, all'asta Christie's di New York per 242.500 $ | [ 59 ]        |

## Opere di bottega e seguaci
| Immagine | Titolo                                             | Data         | Dimensioni     | Tecnica e supporto | Luogo, città e Paese di conservazione                    | Provenienza/Acquisizioni/Curiosità | N.     |
| -------- | -------------------------------------------------- | ------------ | -------------- | ------------------ | -------------------------------------------------------- | --- | ------ |
|          | Ritratto di giovane                                | c. 1465–1470 | 59.4×44.2 cm   | dipinto su tavola  | Alte Pinakothek, Monaco di Baviera, Germania             | Acquistata a Firenze nel 1812, è un'opera di un anonimo artista di scuola fiorentina ma è stato avanzato anche il nome di Francesco Botticini | [ 60 ] |
|          | Ritratto di giovane                                | c. 1475      | 38×26.7 cm     | tempera su tavola  | Collezione privata?                                      | Fece parte della Collezione Cook a partire da sir Frederick Cook, 2° baronetto. Fu attribuito per la prima volta al Botticini da Berenson nel 1909 ed esposto recentemente come suo in una mostra alla National Gallery of Art; tuttavia, è stato rifiutato dal suo corpus da Lisa Venturini. È stato venduto da Christie's nel 1997 come opera di "anonimo di scuola fiorentina" | [ 61 ] |
|          | Tobia e i tre arcangeli                            | c. 1485      | 153.1×191.7 cm | dipinto su tavola  | Alte Pinakothek, Monaco di Baviera, Germania             | Opera di bottega. Era parte delle proprietà private del re Ludovico I di Baviera, che nel 1850 passarono al demanio | [ 62 ] |
|          | Madonna e san Giovannino in adorazione del Bambino | c. 1490–1500 |                | tempera su tavola  | Cincinnati Art Museum, Cincinnati, Stati Uniti d'America | Opera di bottega |        |
|          | Vergine in adorazione del Bambino con un angelo    | XV secolo    | 58×44 cm       | tempera su tavola  | Musée du Petit Palais, Avignone, Francia                 | Opera di bottega. Proviene dalla Collezione di Giampietro Campana di Roma ed è passata in vari depositi dal 1863. Oggi è in deposito ad Avignone dal 1976 | [ 63 ] |